# Астронавт Джонс
«Астронавт Джонс» (англ. Starman Jones) — науково-фантастичний роман американського письменника-фантаста Роберта Гайнлайна 1953 року, виданий в серії романів для юнацтва, які щорічно автор надавав для видавництва Скрібнер в 1947—1958 роках.

## Сюжет
Максиміліан Джонс разом з мачухою працював на фермі в горах Озарк, але мріяв про зорі та космічні перельоти, маючи при цьому фотографічну пам'ять, математичні здібності та деякі знання, отримані з книг батькового брата Чета, який був астронавігатором.
Більшість професій контролюється гільдіями зі спадковим членством. Оскільки його дядько не мав дітей, Макс сподівається, що той встиг назвати його своїм спадкоємцем. Він втікає від мачухи та її нового чоловіка, які збираються продати землю уряду і подорожує по Землепорту. По дорозі він знайомиться з бродягою Семом Андерсоном, який є дезертиром з Імперських морських піхотинців. Сем викрадає документи Макса та цінні книги з астронавігації.
У штаб-квартирі гільдії Макс дізнається, що дядько не встиг офіційно назвати його спадкоємцем, але йому віддають дядькову грошову заставу за повернуті книги. Макс дізнається, що Сем намагався за їх допомогою отримати посаду від гільдії.
У місті Макс знову зустрічає Сема. За гроші Макса Сем купує фальшиві документи стюардів, і отримує для них одноразову роботу (політ) на зореліт «Асгард». Їхньою метою є добратися і загубитися серед колоністів відкритої недавно планети Н'ю-Тера. Макс отримує посаду помічника стюарда третього класу. Серед його обов'язків є догляд за тваринами, включаючи домашніх тварин пасажирів. Коли пасажирка Елдрет «Еллі» Коберн відвідує свого домашнього улюбленця, інопланетне напіврозумне павуко-цуценя, з яким Макс подружився, вона дізнається, що він вміє грати в тривимірні шахи і кидає йому виклик. Тим часом Сему вдається піднятися на посаду каптенармуса.
Через зв'язки Еллі, капітан дізнається, що Макс дізнався про астро-навігацію від свого дядька, який був відомим астро-навігатором та першовідкривачем маршрутів. Макса переводять на командну палубу. Під опікою Головного астрогатора доктора Хендрікса та Головного оператора комп'ютера Келлі він стає стажером-картографом, а потім стажером-астрогатором. В особистій розмові доктор Хендрікс примушує Макса зізнатися, що той підробив документи стюарда, щоб потрапити у космос. Хендрікс обіцяє відкласти викриття до повернення на Землю. «Асгард» робить зупинку біля планети колоністів Халкіон, у системі зорі Ню Пегаса.
Коли Хендрікс раптово помирає, команда астро-навігації залишається небезпечно малою. Капітан намагається зайняти його місце, але вік не дає можливості витримувати навантаження. Коли Макс виявляє помилку в його обчисленнях, що проводяться в режимі реального часу, для корекції траєкторії входу у відому точку переходу через гіперпростір, ні капітан, ні помічник астрогатора Сімс не вірять йому і корабель потрапляє у невідому область космосу.
Він опиняється біля зорі з придатною для життя планетою, яку Еллі назвала Милосердя, однак вона виявилася населеною ворожими кентавроподібними мешканцями, які взяли у полон Джонса та Еллі.
Еллі посилає своє цуценя по допомогу до колонії пасажирів. Тим часом на кораблі капітан помер, а помічник астронавігатора був убитий, коли намагався захопити владу на кораблі. Сем Андерсон гине, звільняючи Джонса, що залишився єдиним астронавігатором, завдяки чому його призначають тимчасовим капітаном «Асгарда». Сімс сховав чи знищив усі книги з астронавігації, і лише завдяки феноменальній пам'яті Джонса вдається здійснити зворотній міжзоряний стрибок і нормально завершити подорож.
На Землі Макс оплачує величезні штрафи за порушення правил гільдій і стає членом гільдії Астронавігаторів. Однак він втрачає шанс на відносини з Еллі: вона повертається додому, щоб одружитися зі своїм колишнім бойфрендом. У Макса це викликає змішані почуття, але він сподівається на свою нову кар'єру.

## Відгуки критиків
Грофф Конклін знайшов у романі «абсолютно своєрідну і ретельно продуману оповідь». Бучер і Маккомас похвалили його за «хороший розвиток персонажа, надихаючий опис пригод і блискуче створення декількох форм позаземного життя». Рецензент New York Times Вілье Герсон назвав роман «чудовою науковою фантастикою […] ретельно пропрацьованою, дохідливо і прекрасно написаною».